# المكتبة الخالدية
المكتبة الخالدية هي مكتبة إسلامية مهمة في الربع المسلم من القدس العتيقة. تحتوي المكتبة على مخطوطات مهمة ونادرة، وتقع في مبنى قديم ومميز في طريق السلسلة 116.

## تاريخ المكتبة

### منذ التأسيس-1945
وقد كانت نواة المكتبة الخالدية مجموعة من المخطوطات التي توارثتها الأسرة الخالدية، ثم ضمت إليها مكتبات أفراد الأسرة الذين توفوا وأشتهروا بالعلم، فتجمع في المكتبة عدد كبير من المخطوطات والكتب النادرة والجرائد والمجلات في أكثر من لغة. عندما تأسست المكتبة في عام 1900 كانت تضم 1318 كتابًا، وفي عام 1928 بلغ عدد كتبها أربعة الآف ثلثها تقريبًا من المخطوطات. وفي عام 1936، وصل عدد الكتب إلى 7000 كتاب. وفي عام 1945، ازداد عدد الكتب إلى 12 ألف باللغة العربية والإنجليزية والتركية والفرنسية والفارسية. وقد تولى إدارة المكتبة الخالدية الشيخ أمين الأنصاري الذي سبقهُ طاهر الجزائري الذي ظل مُديرًا للمكتبة نصف قرن وتوفي في أوائل الخمسينيات. بعد وفاه الشيخ أمين الأنصاري بقى مفتاح المكتبة مع أبنه حتى عام 1967.
وقد زار المكتبة عام 1917 عبد الله مخلص فوصف في المقالة التي نشرها في مجلة المجمع العلمي العربي بدمشق أهم مخطوطاتها النادرة.

### 1973-1967
وعندما تولى أمر المكتبة السيد حيدر الخالدي بوصفه قائمًا بأعمال متولي أوقاف آل الخالدي في القدس. في عام 1973، تم إعداد فهرس المكتبة الخالدية. ويتبين من الفهرس على أن المكتبة تحوي كُتبًا في التفسير والتجويد والقراءات والرسم والحديث والأصول والفتاوي المواعظ والحكم والنحو واللغة والأدب والسياسة والقوانين والمدائح النبوية والسيرة النبوية والتراجم والفلك والطب والروحانيات. وفيها عدد من المجاميع في مُختلف العلوم الدينية والدنيوية.

## المبنى
يعتبر المبنى نموذجا معماريا للقدس في العصور الوسطى. تعود بدايته إلى مملكة القدس في الحقبة الصليبية في قرن 13، أما الهدف من ورائه فغير معروف. في فترة لاحقة، دفن في الموقع ثلاثة محاربين خوارزميين جاءوا ضمن الفيلق الخوارزمي للقوات التي هزمت الصليبيين في فلسطين. الثلاثة هم أب وابناه، أما الأب فيدعى بركت خان (لذلك سمي المبنى في الحقبة المملوكية بـ "تربة بركت خان"). هناك افتراض بأن بركت خان هو ابن السلطان المملوكي بيبرس، الذي تزوج من ابنة أحد القواد الخوارزميين.
يمتاز المبنى بغناه من الناحية المعمارية، فيدمج بين الأقواس الموسدة والأقواس المتعرجة التي تميز العمارة الصليبية والأيوبية بالإضافة إلى مميزات مملوكية، مثل النموذج الأبلق، وهو دمج حجارة حمراء وبيضاء في إطارات الأبواب وشبابيك محاطة بأطر منحنية.

## محتوى المكتبة
في سنة 1900 قام الحاج راغب الخالدي (1866 - 1952) بافتتاح المكتبة للعامة كوقف إسلامي. تعتبر عائلة الخالدي إحدى العائلات المرموقة في القدس منذ القرن الثالث عشر (تم تعيين بعض أبناء العائلة كرؤساء للمدينة في فترة الحكم العثماني والبريطاني، مثل (حسين الخالدي). اهتم أبناء العائلة بجمع الكتب والمخطوطات لعدة أجيال، وبذلك توفرت تشكيلة خاصة وقيمة. في سنة 1952، بعد موت مسؤول المكتبة الأول، تدهورت المكتبة وتم إغلاقها. بعد احتلال القدس الشرقية عام 1967 كانت هناك محاولات حثيثة للراب شلومو غورين لاقتناء الموقع، ولكن في سنة 1992، وكنتيجة لإصرار المستشرق أمنون كوهين وعالم الآثار دان باهَت، تم ترميم المبنى وافتتح من جديد كمكتبة في سنة 1995. مديرة المكتبة هي السيدة هيفاء الخالدي (مع أن أجدادها قد خصصوا الوقف "للرجال فقط").
في المكتبة 1,278 مخطوطة تعود للفترة المملوكية والعثمانية بالإضافة إلى 5,000 كتاب مطبوع، وهي تدور في مواضيع التاريخ، الجغرافيا، علم الفلك، القرآن، الفلسفة، والشعر. الغالبية الساحقة مدونة بالعربية، 18 بالفارسية، و46 بالتركية.
أقدم مخطوطة في المكتبة تتناول الشريعة المالكية وتعود للقرن الحادي عشر. يتوفر في المكتبة عدد كبير نسبيا من المخطوطات الأصلية، المكتوبة بيد المؤلف نفسه لا النساخ. يوجد أيضا كتب مزخرفة تدعى بالمَكرُمات مُنِحت كهدايا، من بينها مكرمة منحت لصلاح الدين الأيوبي. كذلك تتواجد في المكتبة كتب مزخرفة في الطب الهندي من القرن الثالث عشر، مصحف ضخم ومزخرف من القرن السادس عشر والمزيد.
أنشئت قائمة علمية مفصلة للمكتبة على يد لورنس آي. كوراد. حتى عام 2007 تم نشر القسم المتعلق بالفترة العثمانية فقط.
بالمقابل، فقد تمت فهرسة المخطوطات، مسحها ضوئيا، وتخزينها على بطاقات ميكروفيش على صيغة بي دي إف على أيدي جمعية أصدقاء المكتبة ومؤسسة الفرقان للتراث الإسلامي. كما وتتوفر بعض النماذج للمخطوطات الممسوحة ضوئيا على شبكة الإنترنت  تعلن جمعية أصدقاء المكتبة هن نيتها لرفع قائمة شاملة لمحتويات المكتبة حتى نهاية عام 2008.

## وصلات خارجية
- موقع المكتبة الخالدية
- موقع جمعية أصدقاء المكتبة الخالدية
- Jocelyn M. Ajami، "كنز مطمون"، وصف مفصل للمكتبة ومحتوياتها من سنة 1993 (بالإنجليزية)
- مقالة من صحيفة الأهرام، سبتمبر 2005 (بالإنجليزية)

## قراءة إضافية
- Lawrence I. Conrad and Barbara Kellner-Heinkele, Ottoman Resources in the Khalidi Library in Jerusalem in Amnon Cohen, Amy Singer, Aspects of Ottoman History: Papers from CIEPO IX, Jerusalem, Hebrew University, 1994. pp. 280–293